# Martin-Église
Martin-Église és un municipi francès situat al departament del Sena Marítim i a la regió de Normandia. L'any 2007 tenia 1.477 habitants.

## Demografia

### Població
El 2007 la població de fet de Martin-Église era de 1.477 persones. Hi havia 556 famílies de les quals 88 eren unipersonals (32 homes vivint sols i 56 dones vivint soles), 208 parelles sense fills, 188 parelles amb fills i 72 famílies monoparentals amb fills.
La població ha evolucionat segons el següent gràfic:
Habitants censats

### Habitatges
El 2007 hi havia 604 habitatges, 573 eren l'habitatge principal de la família, 14 eren segones residències i 17 estaven desocupats. 561 eren cases i 40 eren apartaments. Dels 573 habitatges principals, 433 estaven ocupats pels seus propietaris, 133 estaven llogats i ocupats pels llogaters i 7 estaven cedits a títol gratuït; 2 tenien una cambra, 30 en tenien dues, 87 en tenien tres, 156 en tenien quatre i 298 en tenien cinc o més. 500 habitatges disposaven pel capbaix d'una plaça de pàrquing. A 256 habitatges hi havia un automòbil i a 279 n'hi havia dos o més.

### Piràmide de població
La piràmide de població per edats i sexe el 2009 era:
| Homes | Edats   | Dones |
| ----- | ------- | ----- |
| 0     | 95 o +  | 0     |
| 0     | 90 a 94 | 12    |
| 0     | 85 a 89 | 0     |
| 4     | 80 a 84 | 20    |
| 8     | 75 a 79 | 4     |
| 16    | 70 a 74 | 48    |
| 44    | 65 a 69 | 24    |
| 44    | 60 a 64 | 24    |
| 40    | 55 a 59 | 52    |
| 44    | 50 a 54 | 40    |
| 56    | 45 a 49 | 32    |
| 56    | 40 a 44 | 72    |
| 60    | 35 a 39 | 68    |
| 48    | 30 a 34 | 28    |
| 40    | 25 a 29 | 36    |
| 16    | 20 a 24 | 24    |
| 36    | 15 a 19 | 64    |
| 48    | 10 a 14 | 80    |
| 36    | 5 a 9   | 44    |
| 28    | 0 a 4   | 40    |

## Economia
El 2007 la població en edat de treballar era de 964 persones, 703 eren actives i 261 eren inactives. De les 703 persones actives 630 estaven ocupades (338 homes i 292 dones) i 73 estaven aturades (33 homes i 40 dones). De les 261 persones inactives 100 estaven jubilades, 80 estaven estudiant i 81 estaven classificades com a «altres inactius».

### Ingressos
El 2009 a Martin-Église hi havia 586 unitats fiscals que integraven 1.529,5 persones, la mediana anual d'ingressos fiscals per persona era de 19.513 €.

### Activitats econòmiques
Dels 101 establiments que hi havia el 2007, 1 era d'una empresa extractiva, 2 d'empreses alimentàries, 4 d'empreses de fabricació de material elèctric, 1 d'una empresa de fabricació d'elements pel transport, 9 d'empreses de fabricació d'altres productes industrials, 9 d'empreses de construcció, 36 d'empreses de comerç i reparació d'automòbils, 7 d'empreses de transport, 9 d'empreses d'hostatgeria i restauració, 2 d'empreses d'informació i comunicació, 2 d'empreses financeres, 1 d'una empresa immobiliària, 10 d'empreses de serveis, 5 d'entitats de l'administració pública i 3 d'empreses classificades com a «altres activitats de serveis».
Dels 17 establiments de servei als particulars que hi havia el 2009, 1 era una oficina de correu, 4 tallers de reparació d'automòbils i de material agrícola, 1 establiment de lloguer de cotxes, 2 paletes, 1 guixaire pintor, 1 fusteria, 3 lampisteries, 2 electricistes, 1 perruqueria i 1 restaurant.
Dels 9 establiments comercials que hi havia el 2009, 1 era, 1 una botiga de menys de 120 m², 1 una fleca, 1 una peixateria, 2 botigues de material esportiu i 3 floristeries.
L'any 2000 a Martin-Église hi havia 16 explotacions agrícoles que ocupaven un total de 570 hectàrees.

## Equipaments sanitaris i escolars
L'únic equipament sanitari que hi havia el 2009 era una farmàcia.
El 2009 hi havia 1 escola maternal i 1 escola elemental.

## Poblacions més properes
El següent diagrama mostra les poblacions més properes.